# Audioslave (음반)
| 전문가 평가          | 전문가 평가 |
| 총 점수              | 총 점수     |
| 출처                 | 점수        |
| -------------------- | ----------- |
| 메타크리틱           | 62/100      |
| 평가 점수            |             |
| 출처                 | 점수        |
| AllMusic             | [ 6 ]       |
| The A.V. Club        | favorable   |
| Entertainment Weekly | A−          |
| NME                  | 4/10        |
| Pitchfork            | 1.7/10      |
| Robert Christgau     | [ 10 ]      |
| Rolling Stone        | [ 11 ]      |
| Stylus Magazine      | F           |

《Audioslave》는 미국의 록 슈퍼그룹 오디오슬레이브의 데뷔 스튜디오 음반이다. 2002년 11월 18일, 에픽 레코드와 인터스코프 레코드를 통해 처음 발매되었다. 이 음반에는 히트 싱글 〈Cochise〉, 〈Show Me How to Live〉, 〈What You Are〉, 〈Like a Stone〉, 〈I Am the Highway〉가 수록되어 있다. 이 음반은 후에 미국 음반 산업 협회에 의해 트리플 플래티넘 인증을 받았다. 〈Like a Stone〉은 2004년 그래미 어워드 하드 록 퍼포먼스 부문 후보에 올랐다.

## 배경
오디오슬레이브는 잭 데라로차가 레이지 어게인스트 더 머신을 탈퇴하고 남은 멤버들이 다른 보컬리스트를 찾고 있던 이후에 결성되었다. 프로듀서이자 친구인 릭 루빈은 그들이 크리스 코넬과 접촉할 것을 제안했다. 루빈은 남아있던 레이지 어게인스트 더 머신 밴드 멤버들에게 그의 능력을 보여주기 위해 사운드가든의 노래 〈Slaves & Buddozers〉를 연주했다. 코넬은 두 번째 솔로 음반을 쓰는 과정에 있었지만, 톰 모렐로, 팀 코머포드, 브래드 윌크와 함께 작업하기로 결정했다. 모렐로는 코넬에 대해 "그는 마이크를 잡고 노래를 불렀고 나는 그것을 믿을 수 없었다. 그냥 좋게만 들리진 않았어요. 그것은 초월적으로 들렸습니다. 그리고 첫 순간부터 대체할 수 없는 케미가 있을 때, 여러분은 그것을 부정할 수 없습니다." 이 4인조는 리허설 19일 동안 21곡을 썼고 2001년 5월 말 스튜디오에서 일하기 시작했다.

## 커버 아트
이 음반 커버는 핑크 플로이드의 커버 작업으로 잘 알려진 힙노시스의 리더로서 가장 잘 알려진 스톰 소거슨(피터 커즌, 루퍼트 트루먼과 함께)이 디자인했다. 소거슨은 "화산이 오디오슬레이브의 음침한 위협에 맞았기 때문에 화산섬인 란사로테섬에 영원한 불꽃, 즉 그래픽 불꽃의 아이디어를 세우게 될 것이라는 것을 알고 있었다"고 회상했다. 같은 장소에서 다른 곳에서 촬영된 미공개 버전의 커버에는 불꽃을 바라보는 벌거벗은 남성의 모습이 담겨 있다. "우리는 그것을 거의 사용했지만, 나체 형상에 대해 완전히 확신하지는 못했습니다"라고 소거슨은 말했다.

## 곡 목록
모든 곡들은 오디오슬레이브에 의해 작사/작곡하였다.
| #   | 제목                         | 재생 시간 |
| --- | ---------------------------- | --------- |
| 1.  | 〈Cochise〉                  | 3:42      |
| 2.  | 〈Show Me How to Live〉      | 4:38      |
| 3.  | 〈Gasoline〉                 | 4:39      |
| 4.  | 〈What You Are〉             | 4:09      |
| 5.  | 〈Like a Stone〉             | 4:54      |
| 6.  | 〈Set It Off〉               | 4:23      |
| 7.  | 〈Shadow on the Sun〉        | 5:43      |
| 8.  | 〈I Am the Highway〉         | 5:35      |
| 9.  | 〈Exploder〉                 | 3:26      |
| 10. | 〈Hypnotize〉                | 3:27      |
| 11. | 〈Bring Em Back Alive〉      | 5:29      |
| 12. | 〈Light My Way〉             | 5:03      |
| 13. | 〈Getaway Car〉              | 4:59      |
| 14. | 〈The Last Remaining Light〉 | 5:17      |

## 인증
| 국가                                                                                         | 인증        | 판매량/출하량 |
| -------------------------------------------------------------------------------------------- | ----------- | ------------- |
| 오스트레일리아 (ARIA)                                                                        | 3× 플래티넘 | 210,000^      |
| 브라질 (Pro-Música Brasil)                                                                   | 골드        | 50,000*       |
| 캐나다 (뮤직 캐나다)                                                                         | 2× 플래티넘 | 200,000^      |
| 핀란드 (Musiikkituottajat)                                                                   | 골드        | 15,850        |
| 독일 (BVMI)                                                                                  | 골드        | 100,000       |
| 이탈리아 (FIMI) sales since 2009                                                             | 골드        | 25,000        |
| 뉴질랜드 (RMNZ)                                                                              | 3× 플래티넘 | 45,000^       |
| 노르웨이 (IFPI 노르웨이)                                                                     | 골드        | 20,000*       |
| 영국 (BPI)                                                                                   | 플래티넘    | 300,000^      |
| 미국 (RIAA)                                                                                  | 3× 플래티넘 | 3,000,000^    |
| *판매량을 기반으로 한 인증 · ^출하량을 기반으로 한 인증 · 판매량+스트리밍을 기반으로 한 인증 |             |               |